# Pine Level, North Carolina
Pine Level är en kommun (town) i Johnston County i North Carolina. Vid 2010 års folkräkning hade Pine Level 2 046 invånare.